# Игры Британской империи 1934
Вторые Игры Британской Империи проводились в Лондоне (Англия) с 4 по 11 августа 1934 года. Соревнования по велоспорту проводились в Манчестере. В играх приняли участие 17 команд, в том числе сборная Ирландского Свободного государства. Первоначально планировалось провести эти игры в Йоханнесбурге, однако Канада высказала опасения по поводу медицинского обслуживания спортсменов в ЮАР.
На играх было представлено 6 дисциплин: лёгкая атлетика на стадионе Уайт Сити, бокс, борьба, плавание и прыжки в воду (бассейн Empire Pool и арена Уэмбли), велогонка на стадионе Фаллоуфилд (Манчестер) и боулинг на траве в Паддингтоне и Темпле. Женщины участвовали только в соревнованиях по лёгкой атлетике и плаванию, тогда как на Играх 1930 года — только в плавании.

## Страны-участницы
Команды, участвовавшие впервые, выделены жирным:

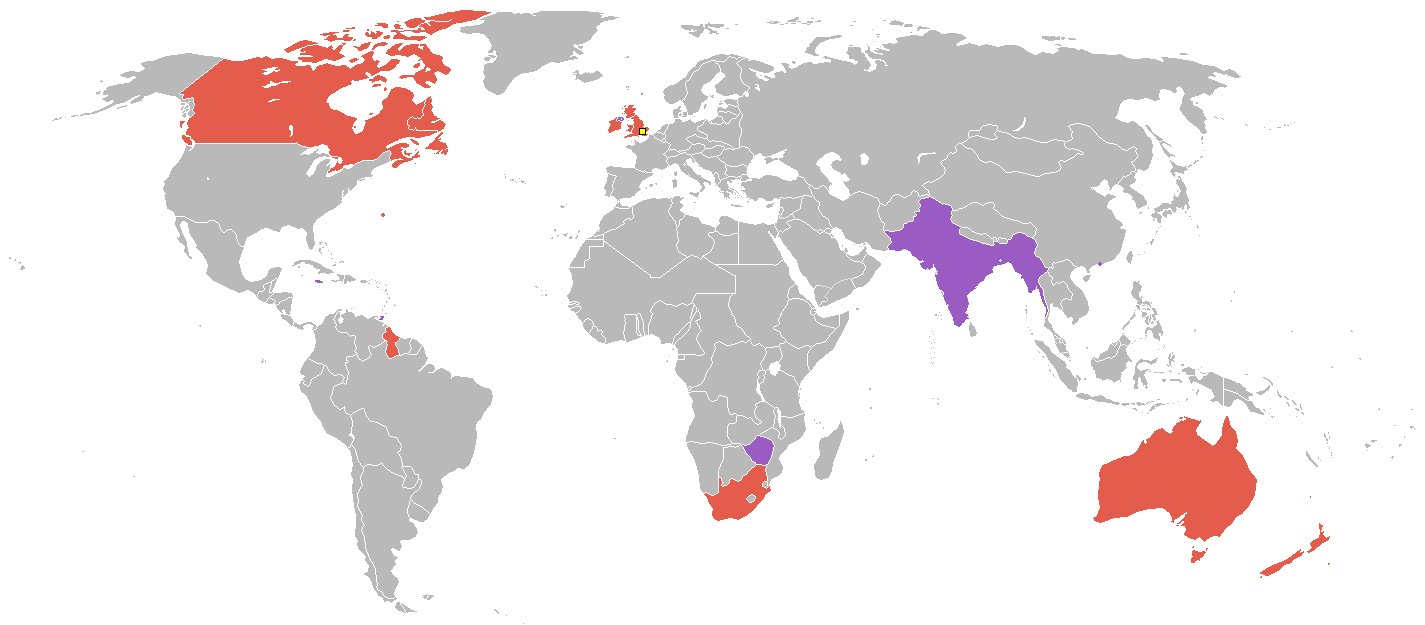
Страны-участницы

- Австралия
- Англия
- Бермуды
- Британская Гвиана
- Гонконг
- Индия
- Ирландия
- Канада
- Новая Зеландия
- Ньюфаундленд
- Северная Ирландия
- Тринидад и Тобаго
- Уэльс
- Шотландия
- ЮАР
- Южная Родезия
- Ямайка

## Медальный зачёт
Жирным выделено наибольшее количество медалей в своей категории; страна-организатор также выделена.
| Общее количество медалей | Общее количество медалей | Общее количество медалей | Общее количество медалей | Общее количество медалей | Всего |
| ------------------------ | ------------------------ | ------------------------ | ------------------------ | ------------------------ | ----- |
| Место                    | Страна                   | Золото                   | Серебро                  | Бронза                   | Всего |
| 1                        | Англия                   | 29                       | 20                       | 24                       | 73    |
| 2                        | Канада                   | 17                       | 25                       | 9                        | 51    |
| 3                        | Австралия                | 8                        | 4                        | 2                        | 14    |
| 4                        | ЮАР                      | 7                        | 10                       | 5                        | 22    |
| 5                        | Шотландия                | 5                        | 4                        | 17                       | 26    |
| 6                        | Новая Зеландия           | 1                        | 0                        | 2                        | 3     |
| 7                        | Британская Гвиана        | 1                        | 0                        | 0                        | 1     |
| 8                        | Уэльс                    | 0                        | 3                        | 3                        | 6     |
| 9                        | Северная Ирландия        | 0                        | 1                        | 2                        | 3     |
| 10                       | Ямайка                   | 0                        | 1                        | 1                        | 2     |
| 11                       | Южная Родезия            | 0                        | 0                        | 2                        | 2     |
| 12                       | Индия                    | 0                        | 0                        | 1                        | 1     |
| Всего медалей            | Всего медалей            | 68                       | 68                       | 68                       | 204   |

## Медальный зачёт по видам спорта

### Лёгкая атлетика

#### Мужчины
| Дисциплины                       | Золото                                                                   | Золото  | Серебро                                                      | Серебро | Бронза                                                                    | Бронза  |
| -------------------------------- | ------------------------------------------------------------------------ | ------- | ------------------------------------------------------------ | ------- | ------------------------------------------------------------------------- | ------- |
| Бег на 100 ярдов                 | Артур Суинни (ENG)                                                       | 10,0    | Мартинус Фюниссен (RSA)                                      | 10,1    | Айан Янг (SCO)                                                            | 10,1    |
| Бег на 220 ярдов                 | Артур Суинни (ENG)                                                       | 21,9    | Мартинус Фюниссен (RSA)                                      | 22,0    | Уолтер Рэнджелай (ENG)                                                    | 22,1    |
| Бег на 440 ярдов                 | Годфри Рэмплинг (ENG)                                                    | 48,0    | Билл Робертс (ENG)                                           | 48,5    | Крю Стэунли (ENG)                                                         | 48,6    |
| Бег на 880 ярдов                 | Фил Эдвардс (BGU)                                                        | 1:54    | Вилли Бота (RSA)                                             | 1:55,5  | Хамиш Стотхард (SCO)                                                      | 1:55,6  |
| Бег на 1 милю                    | Джек Лавлок (NZL)                                                        | 4:13    | Сидни Вудерсон (ENG)                                         | 4:13,4  | Джерри Корнес (ENG)                                                       | 4:16,6  |
| Бег на 3 мили                    | Уолли Беаверс (ENG)                                                      | 14:33   | Сирил Аллен (ENG)                                            | 14:38   | Алек Бёрнс (ENG)                                                          | 14:45   |
| Бег на 6 миль                    | Артур Пенни (ENG)                                                        | 31:01   | Скотти Ранкин (CAN)                                          | 31:03   | Артур Фьюрз (ENG)                                                         | 31:04   |
| Марафон                          | Гарольд Уэбстер (CAN)                                                    | 2:40:36 | Дональд Робертсон (SCO)                                      | 2:45:08 | Данки Райт (SCO)                                                          | 2:56:20 |
| Бег на 2 мили с препятствиями    | Стэнли Скарсбрук (ENG)                                                   | 10:23   | Том Эвенсон (ENG)                                            | 10:25,8 | Джордж Байли (ENG)                                                        | ?       |
| Бег на 120 ярдов с препятствиями | Дональд Файнлай (ENG)                                                    | 15,2    | Джеймс Уоралл (CAN)                                          | 15,5    | Эшли Пилброу (ENG)                                                        | 15,7    |
| Бег на 440 ярдов с препятствиями | Алан Хантер (SCO)                                                        | 55,2    | Чарльз Рейли (AUS)                                           | 55,8    | Ральф Браун (ENG)                                                         | 56,0    |
| Прыжки в высоту                  | Эдвин Такер (RSA)                                                        | 1,90    | Джо Халей (CAN)                                              | 1,90    | Джон Мичи (SCO)                                                           | 1,90    |
| Прыжок с шестом                  | Сил Эппс (CAN)                                                           | 3,88    | Альф Гилберт (CAN)                                           | 3,81    | Фред Вудхауз (AUS)                                                        | 3,66    |
| Прыжок в длину                   | Сэм Ричардсон (CAN)                                                      | 7,17    | Йохан Лакхоф (RSA)                                           | 7,10    | Джек Миткальф (AUS)                                                       | 6,93    |
| Тройной прыжок                   | Джек Миткальф (AUS)                                                      | 15,63   | Сэм Ричардсон (CAN)                                          | 14,65   | Гарольд Бринсби (NZL)                                                     | 14,62   |
| Толкание ядра                    | Гарри Харт (RSA)                                                         | 14,67   | Роберт Хоуланд (ENG)                                         | 13,53   | Кеннет Прайди (ENG)                                                       | 13,43   |
| Метание диска                    | Гарри Харт (RSA)                                                         | 41,53   | Дуглас Белл (ENG)                                            | 40,44   | Бернард Прендергарст (JAM)                                                | 40,23   |
| Метание молота                   | Малькольм Нокс (ENG)                                                     | 48,25   | Джордж Сазерленд (CAN)                                       | 46,24   | Уильям Маккензи (SCO)                                                     | 42,49   |
| Метание копья                    | Боб Диксон (CAN)                                                         | 60,02   | Гарри Харт (RSA)                                             | 58,27   | Йохан Лакхофф (RSA)                                                       | 56,49   |
| Эстафета 4 по 110 ярдов          | Англия · Артур Суинни · Эверард Дэйвис · Джордж Саундерс · Уолтер Рэнгли | 42,2    | Канада · Аллан Пул · Берт Пирсон · Фрэнк Никс · Билл Кристи  | 42,5    | Шотландия · Арчи Тернер · Дэвид Браунли · Айан Янг · Боб Мердок           | 43,0    |
| Эстафета 4 по 440 ярдов          | Англия · Крю Стэунли · Дэннис Ратборн · Джеффри Блейк · Годфри Рэмплинг  | 3:16,8  | Канада · Арт Скотт · Джон Эддисон · Рэй Льюис · Уильям Фритц | 3:17,2  | Шотландия · Алан Хантер · Хамиш Стотхард · Ричард Валлайс · Рональд Уайлд | ?       |

#### Женщины
| Дисциплины                       | Золото                                                          | Золото | Серебро                                                            | Серебро | Бронза                                                                        | Бронза |
| -------------------------------- | --------------------------------------------------------------- | ------ | ------------------------------------------------------------------ | ------- | ----------------------------------------------------------------------------- | ------ |
| Бег на 100 ярдов                 | Элен Хискок (ENG)                                               | 11,3   | Хильда Страйк (CAN)                                                | 11,5    | Лилиан Чалмерс (ENG)                                                          | 11,6   |
| Бег на 220 ярдов                 | Элен Хискок (ENG)                                               | 25,0   | Эйлин Миджер (CAN)                                                 | 25,4    | Нелли Хальстед (ENG)                                                          | 25,6   |
| Бег на 880 ярдов                 | Глэдис Ланн (ENG)                                               | 2:19   | Ида Джонс (ENG)                                                    | 2:21    | Дороти Баттерфилд (ENG)                                                       | 2:21,4 |
| Бег на 80 метров с препятствиями | Марджори Кларк (RSA)                                            | 11,8   | Бетти Тейлор (CAN)                                                 | 11,9    | Эльза Грин (ENG)                                                              | 12,2   |
| Прыжок в высоту                  | Марджори Кларк (RSA)                                            | 1,60   | Ева Дейвс (CAN)                                                    | 1,57    | Маргарет Белл (CAN)                                                           | 1,52   |
| Прыжок в длину                   | Филлис Бартоломью (ENG)                                         | 5,47   | Эвелин Госхок (CAN)                                                | 5,41    | Виолетта Уэбб (ENG)                                                           | 5,23   |
| Метание копья                    | Глэдис Ланн (ENG)                                               | 32,19  | Эдит Хальстед† (ENG)                                               | 30,94   | Маргарет Кокс (ENG)                                                           | 30,08  |
| Эстафета 110-220-110 ярдов       | Англия · Элен Хискок · Нелли Хальстед · Эльза Маджюр            | 49,4   | Канада · Эдрю Дирнли · Элин Меджер · Хильда Страйк                 | 50,2    | Южная Родезия · Синтия Кей · Дороти Баллантайн · Молли Брегг                  | 52,0   |
| Эстафета 220-110-220-110 ярдов   | Канада · Эдрю Дирнли · Бетти Уайт · Элин Меджер · Лилиан Палмер | 1:14,4 | Англия · Элен Хискок · Нелли Хальстед · Этель Джонсон · Иви Уолкер | ?       | Шотландия · Кэти Джексон · Джоанна Каннингем · Маргарет Маккензи · Шина Добби | ?      |

(†) Позднее выяснилось, что Эдит Хальстед — мужчина, им оказался Эдвин "Эдди" Хальстед, брат Нелли Хальстед.

### Бокс
| Дисциплины                  | Золото                 | Серебро                  | Бронза                       |
| --------------------------- | ---------------------- | ------------------------ | ---------------------------- |
| Наилегчайший вес (до 51 кг) | Патрик Палмер (ENG)    | Макси Бергер (CAN)       | Джеки Поттингер (WAL)        |
| Легчайший вес (до 54 кг)    | Фредди Райан (ENG)     | Альберт Барнес (WAL)     | Томас Уэллс (SCO)            |
| Полулёгкий вес (до 57 кг)   | Чарльз Каттералл (SAF) | Дж. Д. Джонс (WAL)       | Уильям Фултон (RHO)          |
| Лёгкий вес (до 60 кг)       | Лесли Кук (AUS)        | Фрэнк Тайлор (WAL)       | Гарри Мой (ENG)              |
| Полусредний вес (до 67 кг)  | Дэйв Макклив (ENG)     | Дик Бартон (SAF)         | Уильям Дункан (NIR)          |
| Средний вес (до 75 кг)      | Альф Шайер (ENG)       | Леонард Вардсвурст (CAN) | Джимми Мэджил (NIR)          |
| Полутяжёлый вес (до 81 кг)  | Джордж Бреннан (ENG)   | Джордж Холтон (SCO)      | Робби Лейббрандт (SAF)       |
| Тяжёлый вес (до 91 кг)      | Пэт Флойд (ENG)        | Ян Ван Ренсбург (SAF)    | Дэвид Дуглас Гамильтон (SCO) |

### Велогонка
| Дисциплины                 | Золото               | Золото  | Серебро               | Серебро | Бронза               | Бронза |
| -------------------------- | -------------------- | ------- | --------------------- | ------- | -------------------- | ------ |
| Гонка с раздельного старта | Данк Грей (AUS)      | 1:16.4  | Боб Маклид (CAN)      | 1:18.0  | Тэд Клайтон (SAF)    | 1:18.4 |
| Спринт на 1000 ярдов       | Эрнест Хиггинс (ENG) |         | Горас Петибридж (AUS) |         | Тед Клайтон (SAF)    |        |
| Скретч на 10 миль          | Боб Маклид (CAN)     | 24:26.2 | Тед Клайтон (SAF)     |         | Уильям Харвелл (ENG) |        |

### Прыжки в воду

#### Мужчины
| Дисциплины          | Золото               | Золото | Серебро           | Серебро | Бронза             | Бронза |
| ------------------- | -------------------- | ------ | ----------------- | ------- | ------------------ | ------ |
| Трамплин 3 метра    | Дж. Бриско Рей (ENG) | 117.12 | Даг Томалин (ENG) | 110.50  | Гарри Класс (CAN)  | 106.57 |
| Платформа 10 метров | Томми Мазер (ENG)    | 83.83  | Даг Томалин (ENG) | 83.63   | Луис Марчант (ENG) | 70.64  |

#### Женщины
| Дисциплины          | Золото                 | Золото | Серебро                       | Серебро | Бронза               | Бронза |
| ------------------- | ---------------------- | ------ | ----------------------------- | ------- | -------------------- | ------ |
| Трамплин 3 метра    | Джудит Мосс (CAN)      | 62.27  | Лесли Томпсон Австралия (AUS) | 60.49   | Дорис Оджилви (CAN)  | 57.00  |
| Платформа 10 метров | Элизабет Макреди (ENG) | 30.74  | Лесли Томпсон (AUS)           | 27.64   | Сесилия Кузенс (ENG) | 27.36  |

### Боулз на траве
Все состязания только для мужчин.
| Дисциплины | Золото                                                                | Серебро                                                                         | Бронза                                                                |
| ---------- | --------------------------------------------------------------------- | ------------------------------------------------------------------------------- | --------------------------------------------------------------------- |
| Одиночки   | Роберт Спрот (SCO)                                                    | Уильям Макдональд (CAN)                                                         | Чарльз Эббот (SAF)                                                    |
| Двойки     | Томми Хиллс и Джордж Райт (ENG)                                       | Уильям Хатчинсон и Альфред Лангфорд (CAN)                                       | Томас Дэвис и Стэн Уивер (WAL)                                        |
| Четвёрки   | Англия · Фред Биггин · Эрни Гуджен · Перси Томлинсон · Роберт Слэйтер | Северная Ирландия · Перси Уотсон · Чарли Клаусон · Джордж Уотсон · Сесил Карран | Шотландия · Уильям Лоу · Чарльз Тейт · Джеймс Моррисон · Джеймс Браун |

### Плавание

#### Мужчины
| Дисциплины                               | Золото                                                          | Золото  | Серебро                                                                           | Серебро | Бронза                                                                          | Бронза  |
| ---------------------------------------- | --------------------------------------------------------------- | ------- | --------------------------------------------------------------------------------- | ------- | ------------------------------------------------------------------------------- | ------- |
| 100 ярдов свободным стилем               | Джордж Бёрли (CAN)                                              | 55.0    | Джордж Ларсон (CAN)                                                               | 55.6    | Ноэль Крамп (NZL)                                                               | 56.2    |
| 440 ярдов свободным стилем               | Ноэль Райан (AUS)                                               | 5:03.0  | Норман Уэйнрайт (ENG)                                                             | 5:07.8  | Боб Пири (CAN)                                                                  | 5:14.8  |
| 1500 ярдов свободным стилем              | Ноэль Райан (AUS)                                               | 18:25.4 | Боб Пири (CAN)                                                                    | 18:28.4 | Норман Уэйнрайт (ENG)                                                           | 18:33.2 |
| 100 ярдов на спине                       | Вилли Фрэнсис (SCO)                                             | 01:05.2 | Джон Бесфорд (ENG)                                                                | 1:05.6  | Бен Газелль (CAN)                                                               | 1:06.6  |
| 200 ярдов на спине                       | Норман Гамильтон (SCO)                                          | 2:41.4  | Уильям Маккарти(JAM)                                                              | 2:42.4  | Билл Падди (CAN)                                                                | 2:42.8  |
| Эстафета 4 по 110 ярдов свободным стилем | Канада · Джордж Ларсон · Джордж Бёрли · Роберт Хупер · Боб Пири | 8:40.6  | Англия · Мостин Френч-Уильямс · Норман Уэйнрайт · Реджинальд Саттон · Боб Лейверс | 8:52.8  | Шотландия · Джордж Андерсон · Генри Каннингем · Мирилис Кассельс · Уильям Бёрнс | 9:23.4  |
| Эстафета 3 по 110 смешанным стилем       | Канада · Бен Газелль · Джордж Бёрли · Альберт Падди             | 3:11.2  | Шотландия · Мирилис Кассельс · Норман Гамильтон · Вилли Фрэнсис                   | 3:15.2  | Англия · Алан Саммерс · Джон Бесфорд · Мостин Френч-Уильямс                     | 3:16.0  |

#### Женщины
| Дисциплины                      | Золото                                                              | Золото | Серебро                                                         | Серебро | Бронза                                                                     | Бронза |
| ------------------------------- | ------------------------------------------------------------------- | ------ | --------------------------------------------------------------- | ------- | -------------------------------------------------------------------------- | ------ |
| 100 ярдов свободным стилем      | Филлис Дьюар (CAN)                                                  | 1:03.0 | Ирен Пири (CAN)                                                 | 1:03.6  | Джейн Макдауэлл (SCO)                                                      | 1:05.8 |
| 440 ярдов свободным стилем      | Филлис Дьюар (CAN)                                                  | 5:45.6 | Дженни Маакал (SAF)                                             | 5:53.0  | Ирен Пири (CAN)                                                            | 5:54.4 |
| 100 ярдов на спине              | Филлис Хардинг (ENG)                                                | 1:13.8 | Марго Гамильтон (SCO)                                           | 1:15.0  | Валери Дэвис (WAL)                                                         | 1:18.2 |
| 200 ярдов на спине              | Клэр Деннис (AUS)                                                   | 2:50.2 | Филлис Хеслем (CAN)                                             | 2:55.4  | Марджери Хинтон (ENG)                                                      | 2:58.6 |
| 4 по 110 ярдов свободным стилем | Канада · Филлис Дьюар · Флоренс Хамбл · Маргарет Хаттон · Ирен Пири | 4:21.8 | ЮАС · Дженни Маакал · Энид Хейвард · Кэтлин Рассел · Молли Райд | 4:34.0  | Англия · Эдна Хьюз · Беатрис Уолстенхолм · Оливия Бартли · Марджери Хинтон | 4:34.4 |
| 3 по 110 ярдов смешанным стилем | Канада · Маргарет Хаттон · Филлис Хеслем · Филлис Дьюар             | 3:42.0 | Англия · Филлис Хардинг · Вера Кингстон · Эдна Хьюз             | 3:43.0  | Шотландия · Джейн Макдауэлл · Марго Гамилтон · Маргарет МакКаллум          | 3:50.0 |

## Борьба
Участие принимали только мужчины
| Дисциплины      | Золото                | Серебро              | Бронза              |
| --------------- | --------------------- | -------------------- | ------------------- |
| Легчайший вес   | Эдвард Мельроуз (SCO) | Тед Маккинли (CAN)   | Джозеф Рейд (ENG)   |
| Полулегкий вес  | Роберт Макнаб (CAN)   | Джей Нельсон (ENG)   | Мердок Уайт (SCO)   |
| Легкий вес      | Дик Гаррард (AUS)     | Дж. Э. Норт (ENG)    | Говард Томас (CAN)  |
| Полусредний вес | Джо Шляймер (CAN)     | Уильям Фокс (ENG)    | Рашид Анвар (IND)   |
| Средний вес     | Терри Эванс (CAN)     | Стэнли Бисселл (ENG) | Роберт Харкус (SCO) |
| Полутяжелый вес | Мик Куббин (SAF)      | Бернард Роу (ENG)    | Алекс Уатт (CAN)    |
| Тяжелый вес     | Джек Найт (AUS)       | Пэт Миен (CAN)       | Арчи Даджен (SCO)   |